# Monkey River Town
Monkey River Town es una población del norte del distrito de Toledo, en Belice. En el último censo realizado en el año 2000, su población estimada era de sólo 200 habitantes. Como no hay una ruta terrenal para llegar a Monkey River Town, todo el tráfico es por mar y por caminos del mismo río Monkey River. Las principales actividades de la ciudad son la pesca, el turismo ecológico y el cultivo de arroz.

## Historia
En 1981, cuando Belice se independizó del Reino Unido, Monkey River Town fue legalmente reclasificada como un pueblo (debido a su bajísima población) otra vez luego de que fuera convertida en ciudad en 1891 (ya que en ese entonces tenía 2500 habitantes, 12,5 veces más que en la actualidad) aunque retiene el histórico nombre de "ciudad".
Monkey River Town estuvo a comienzos de octubre de 2001 bajo la influencia del huracán Iris, llegando en un momento a la categoría cinco.
- Datos: Q6900807